# Djenné
Djenné è un comune urbano del Mali, capoluogo del circondario omonimo, nella regione di Mopti. Il nome significa "La città di fango".
Situata ad ovest del fiume Bani (il fiume Niger scorre diversi chilometri a nord-ovest), è una città di grande interesse storico e commerciale, famosa per le sue architetture di mattoni di fango, tra cui notevole è la Grande moschea, ricostruita nel 1907. La città è il centro amministrativo del cercle Djenné, una delle otto suddivisioni della regione di Mopti. Il comune comprende dieci villaggi circostanti e nel 2009 aveva una popolazione di 32.944 abitanti. Nel passato, Djenné fu un centro di commercio e cultura, e fu conquistata un gran numero di volte a partire dalla sua fondazione. Il suo centro storico è stato designato patrimonio dell'umanità dall'UNESCO nel 1988. La storia di Djenné è strettamente legata a quella di Timbuctù. Tra il XV e il XVII secolo, gran parte del commercio trans-sahariano di beni come sale, oro e schiavi che entrava e usciva da Timbuctù passava per Djenné. Entrambe le città divennero centri di studi islamici. La prosperità di Djenné dipendeva da questo commercio e quando i portoghesi stabilirono delle postazioni commerciali sulla costa africana, l'importanza del commercio trans-sahariano e quindi di Djenné diminuì.

## Geografia
Djenné si trova a 398 km a nord-est di Bamako e a 76 km a sud-ovest di Mopti. La città si trova sulla pianura alluvionale tra i fiumi Niger e Bani, all'estremità meridionale del delta interno del Niger. La città ha una superficie di circa 70 ettari e, durante le inondazioni annuali, diventa un'isola a cui si accede tramite strade rialzate. Il fiume Bani si trova a 5 km a sud della città ed è attraversato da un traghetto.
Dal punto di vista amministrativo, la città fa parte del comune di Djenné, che si estende su una superficie di 302 chilometri quadrati e comprende la città e dieci villaggi circostanti: Ballé, Diabolo, Gomnikouboye, Kamaraga, Kéra, Niala, Soala, Syn, Velingara e Yenleda. I dati sulla popolazione si riferiscono al comune e includono questi villaggi. Il comune è delimitato a nord dai comuni di Ouro Ali e Derary, a sud dal comune di Dandougou Fakala, a est dai comuni di Fakala e Madiama e a ovest dal comune di Pondori. La città è il centro amministrativo (chef-lieu) del cercle di Djenné, una delle otto suddivisioni amministrative della regione di Mopti.

### Il clima
Il clima è caldo e secco per gran parte dell'anno. Le temperature medie giornaliere massime nei mesi più caldi, aprile e maggio, si aggirano intorno ai 40 °C. Le temperature sono leggermente più fresche, anche se ancora molto calde, da giugno a settembre, quando si verificano praticamente tutte le precipitazioni annuali. Solo i mesi invernali di dicembre e gennaio hanno temperature massime medie giornaliere inferiori a 32 °C. Tra dicembre e marzo soffia il caldo e secco vento di Harmattan da nord-est, proveniente dal Sahara. Quando soffia forte, il vento carico di polvere riduce la visibilità e crea una foschia persistente. Le precipitazioni annuali sono di circa 550 mm, ma variano notevolmente da un anno all'altro. Agosto è normalmente il mese più piovoso.

### Inondazione annuale
A Djenné l'inondazione annuale prodotta dai fiumi Bani e Niger inizia a luglio e raggiunge il massimo a ottobre. Durante questo periodo, la città di Djenné diventa un'isola e il canale Souman-Bani, che passa a est della città, si riempie e collega i fiumi Bani e Niger. La variazione da un anno all'altro dell'altezza dell'inondazione porta a una grande variazione dell'area inondata. Questo ha conseguenze importanti per l'agricoltura locale. La siccità iniziata nei primi anni '70 ha provocato una forte riduzione del volume d'acqua che scorre nei fiumi Niger e Bani. L'effetto sul Bani è stato particolarmente grave, poiché la riduzione del flusso è stata molto maggiore della riduzione delle precipitazioni. La portata annuale del fiume non è tornata ai volumi registrati negli anni cinquanta e sessanta. Solo durante la stagione delle piene (da metà luglio a dicembre) il fiume Bani tra Djenné e Mopti è facilmente navigabile. Negli altri periodi dell'anno, i banchi di sabbia si trovano vicino alla superficie dell'acqua. Quando, nel marzo del 1828, l'esploratore francese René Caillié si recò a Mopti con una piccola barca, fu "costretto più volte a scaricare l'imbarcazione per superare i banchi di sabbia".

#### Diga di Talo
Nel 2006 è stata costruita la diga di Talo sul fiume Bani per irrigare parti della pianura alluvionale vicino alla città di San. La diga si trova a 43 km a ovest di San e a 110 km a monte di Djenné. La diga funziona come uno sbarramento, in quanto l'acqua può scorrere oltre la sommità del muro di contenimento. La costruzione della diga è stata molto controversa. La valutazione dell'impatto ambientale commissionata dalla Banca africana di sviluppo è stata criticata per non aver tenuto pienamente conto dell'impatto idrologico a valle della diga. Gli 0,18 km3 di acqua trattenuti dalla diga rappresentano l'1,3% del deflusso medio annuo del fiume (la media del periodo 1952-2002 è di 13,4 km3). Dalle informazioni pubblicate non è chiaro quanto del deflusso totale sarà deviato per l'irrigazione e, dell'acqua deviata, quanta ne defluirà nel fiume. L'effetto a valle della diga sarà quello di ritardare l'arrivo della piena annuale e di ridurne l'intensità.

#### Diga di Djenné
Nel maggio 2009 la Banca africana di sviluppo ha approvato il finanziamento per la costruzione di una diga/sbarramento per l'irrigazione sul Bani, vicino a Soala, un villaggio all'interno del comune situato a 12 km a sud di Djenné. La diga è uno degli elementi di un programma di 6 anni da 33,6 miliardi di franchi CFA (66 milioni di dollari USA) che comprende anche la costruzione di una diga sul fiume Sankarani vicino a Kourouba e l'estensione dell'area irrigata dalla diga di Talo. La diga proposta a Djenné tratterrà 0,3 km3 di acqua, una quantità significativamente superiore a quella della diga di Talo. Permetterà l'"inondazione controllata" di 14.000 ettari (35.000 acri) della pianura alluvionale di Pondori (sulla riva sinistra del fiume a sud di Djenné) per consentire la coltivazione del riso e l'irrigazione di altri 5.000 ettari (12.000 acri) per la coltivazione di "erba galleggiante" (Echinochloa stagnina, nota localmente come bourgou) per l'alimentazione animale.

## Storia
Djenné fu fondata circa nel 300 dai Bozo in un sito chiamato Djenné-Jeno, 1.5 km a monte del fiume. Il suo sito venne spostato nel 1043 o nel XIII secolo, quando la città fu convertita all'Islam. Questo incrementò la sua importanza come mercato e base per i commerci transahariani, e rivaleggiò presto con Timbuctù.
Djenné, nonostante la sua vicinanza, non fu mai parte dell'Impero Mali. Fu una città-Stato indipendente protetta dalle sue mura e dal delta interno del Niger in Mali. Secondo le leggende, l'Impero Mali tentò di conquistare Djenné 99 volte prima di arrendersi. Djenné non fu quindi conquistata fino al 1453, quando l'Impero Songhai sotto Sonni Ali la prese. Si dice che l'assedio di Djenné fosse durato 7 mesi e 7 giorni culminando con la morte del re della città e della sua definitiva capitolazione. La vedova della città sposò Sonni Ali, e ricominciò la pace. Nel 1591, il Marocco conquistò la città dopo aver distrutto l'influenza Songhai nella regione. Nel XVII secolo, Djenné divenne un prospero centro di commerci e istruzione. Le carovane da Djenné frequentarono città commerciali a sud come Begho, Bono Manso e Bonduku.
La città fece parte di parecchi altri stati. Djenné fu parte del Regno Segou dal 1670 al 1818 e dell'Impero di Massina sotto il regnante fulani Amaddou Lobbo dal 1818 al 1893. Alla fine, i francesi conquistarono la città quell'anno. Durante questo periodo, declinarono i commerci e la città perse parte della sua importanza.
Il vaso di terracotta di Djenné e tutti gli altri prodotti di terracotta mostrano l'unica cultura di Djenné.

## Economia
Oggi, Djenné è un centro agricolo e del commercio di pesci, caffè e noccioline. È conosciuta per il suo importante mercato di lunedì.

## Siti
Le maggiori attrazioni includono la tomba di Tupama Djenepo, che fu sacrificato, secondo una leggenda, alla fondazione della città. Importante anche ciò che rimane di Jenné-Jeno, una città più grande esistita dal III secolo a.C. fino al XIII secolo.
In Djenné è degno di attenzione il fatto che diventa un'isola quando il fiume Bani cresce alla fine della stagione delle piogge.

## Società

### Evoluzione demografica
Gli abitanti di Djenné in gran parte parlano una lingua songhai, una variazione chiamata djenné chiini, ma le lingue parlate riflettono anche la diversità dell'area. I villaggi attorno Djenné parlano anche bozo, fulfulde o bambara.